# DPR Ian
Christian Yu (hangul: 유바롬; Sídney, Nueva Gales del Sur, 6 de septiembre de 1990), conocido profesionalmente como DPR Ian, Rome o Yu Ba-rom, es un cantante,director de cine, compositor, bailarín, productor y músico surcoreano-australiano, conocido por haber sido miembro del grupo masculino surcoreano C-Clown. 
Yu hizo su debut en solitario bajo su sello cofundador Dream Perfect Regime (DPR) con el sencillo digital "So Beautiful" el 26 de octubre de 2020. Su primer álbum de estudio, Moodswings in to Order, se lanzó el 29 de julio de 2022. 

## Biografía
DPR Ian nació en Sídney, Nueva Gales del Sur, Australia, el 6 de septiembre de 1990, y fue criado por su madre después de que sus padres se separasen cuando él era pequeño. Yu asistió a la Escuela Secundaria de Artes Escénicas de Wollongong y tocó en una banda de heavy metal, donde fue influenciado por los musicales y circos a los que asistió cuando era niño. En 2008, cuando tenía 18 años, comenzó a subir videos a su canal de YouTube, con el nombre de B Boy B.yu. Después de graduarse de la escuela secundaria, Yu estudió arte y ciencias en la Universidad de Sídney durante un año, antes de abandonar la escuela. Luego se mudó a Corea del Sur para dedicarse a la danza. Inicialmente no tenía intención de convertirse en un ídolo de K-pop. Sin embargo, esto cambió cuando una agencia de entretenimiento lo eligió en la calle. Más tarde, cuando hizo la audición, no sabía cantar, pero pudo impresionar con sus habilidades para el baile.

## Carrera
Yu debutó como líder del grupo de K-pop C-Clown bajo el nombre artístico de Rome, que se deriva de su nombre coreano "Ba-rom". El grupo de chicos de 6 miembros debutó en 2012 y fue el segundo grupo de K-pop creado por la agencia de entretenimiento Yedang Entertainment, que luego pasaría a llamarse Banana Culture Entertainment. Después de que C-Clown se disolviera en octubre de 2015, Christian Yu junto con Live, Cream y REM establecieron el sello Dream Perfect Regime, todos los cuales adjuntan el acrónimo del sello, DPR, a sus nombres. En 2021, lanzó su obra extendida debut Moodswings in This Order. Más tarde, lanzó su primer álbum de estudio Moodswings In To Order en 2022.
Christian está detrás de las artes visuales del equipo de DPR y dirige todos los videos musicales de DPR, como "Jasmine", "Legacy" y "Yellow Cab" de Live, junto con sus propias canciones, como "So Beautiful", "No Blueberries" y "Espectáculo de salón de baile". También ha dirigido y editado videos musicales para artistas fuera de la RPD, incluidos "HOLUP" de Bobby, "Body" de Mino y "Wake Me Up" de Taeyang. En 2020, DPR Ian apareció en el vídeo musical de "5 Stars" de CL. También colaboraron en "No Blueberries" ese año.
En 2021, DPR Ian y Live lanzaron la canción "Diamonds + and Pearls" como parte de la banda sonora de la película de Marvel Shang-Chi y la leyenda de los diez anillos. Esto marcó que el dúo, junto con otros artistas del álbum, se convirtiera en dos de los primeros artistas coreanos en participar en un álbum de banda sonora de Marvel. El 20 de febrero de 2024, DPR Ian dirigió y apareció en el vídeo musical de "Shopper" de IU.

## Arte
A DPR Ian, le diagnosticaron trastorno bipolar cuando era un adolescente. Después, cuando tenía veintitantos años, le diagnosticaron TID, también conocido como Trastorno de identidad disociativo. Más tarde creó un alter ego, Mito, para reflejar los episodios bajos de su trastorno mental. En una entrevista con Billboard, dijo que "quería retratar a un personaje que se enfrenta a diversos trastornos mentales que pueden considerarse negativos u oscuros en un sentido realista, pero que al mismo tiempo también pueden verse como superpoderes desde una perspectiva diferente". Habla de una versión personificada de sus episodios maníacos llamados 'Mr. Insanity' con su nuevo álbum, Dear Insanity, diciendo: "Pensé que tenía que ser sobre alguien que representara mis máximos momentos maníacos, pero en general siempre he pensado que Mr. Insanity es más bien un personaje aterrador. No estoy seguro de lo que es capaz de hacer." 

## Discografía

### Álbumes de estudio
| Título                 | Detalles del álbum                                                                                      | Posiciones pico en el gráfico | Posiciones pico en el gráfico | Ventas  |
| Título                 | Detalles del álbum                                                                                      | COR                           | EE.UU                         | Ventas  |
| ---------------------- | --- | ----------------------------- | ----------------------------- | ------- |
| Moodswings in to Order | - Publicado: 29 de julio de 2022 - Discográfica: Dream Perfect Regime - Formatos: CD, descarga digital. | 30                            | 146                           | - 3.000 |

### EPs
| Título                 | Detalles del EP                                                                                | Posiciones pico en el gráfico | Posiciones pico en el gráfico | Ventas  |
| Título                 | Detalles del EP                                                                                | COR                           | EE.UU                         | Ventas  |
| ---------------------- | ---------------------------------------------------------------------------------------------- | ----------------------------- | ----------------------------- | ------- |
| Moodswings in to Order | - Publicado: 12 de marzo de 2021 - Discográfica: Dream Perfect Regime - Formatos: CD, Digital. | 40                            | —                             | __      |
| Dear Insanity          | - Publicado: 6 de octubre de 2023 - Discográfica: Dream Perfect Regime - Formatos: CD, Digital | 31                            | 138                           | - 5.000 |

### Sencillos
| Título                               | Año  | Álbum                    |
| ------------------------------------ | ---- | ------------------------ |
| "So Beautiful"                       | 2020 | Moodswings in This Order |
| "No Blueberries" (con CL, DPR Live ) | 2020 | Moodswings in This Order |
| "Ballroom Extravaganza"              | 2022 | Moodswings in to Order   |
| "Peanut Butter & Tears"              | 2023 | Dear Insanity            |
| "So I Danced"/"Don't Go Insane"      | 2023 | Dear Insanity            |

## Filmografía

### Apariciones en vídeos musicales
| Año  | Título    | Artista | Nota                  | Ref.  |
| ---- | --------- | ------- | --------------------- | ----- |
| 2024 | "Shopper" | UI      | también dirigió el MV | [ 5 ] |

## Tours
- The Regime World Tour (con DPR Live y DPR Cream) (2022)

- The Dream Reborn World Tour (con DPR Arctic y DPR Cream) (2024)

## Premios y nominaciones
| Otorgar               | Año  | Categoría             | Candidato                | Resultado | Ref.  |
| --------------------- | ---- | --------------------- | ------------------------ | --------- | ----- |
| Korean Hip-hop Awards | 2022 | Álbum de R&B del año  | Moodswings in This Order | Nominated | [ 6 ] |
| Korean Hip-hop Awards | 2023 | Pista de R&B del año  | Ballroom Extravaganza    | Nominated | [ 7 ] |
| Korean Hip-hop Awards | 2023 | Vídeo musical del año | "Miito Movie (Part 1)⁣"   | Nominated | [ 7 ] |